# Tomokazu Myojin
Tomokazu Myojin (明神 智和, Myojin Tomokazu, Kobe, 24 januari 1978) is een Japans voormalig voetballer die als middenvelder speelde.

## Carrière
Tomokazu Myojin speelde tussen 1996 en 2005 voor Kashiwa Reysol. Hij tekende in 2006 bij Gamba Osaka.

## Japans voetbalelftal
Tomokazu Myojin debuteerde in 2000 in het Japans nationaal elftal en speelde 26 interlands, waarin hij 3 keer scoorde.

## Statistieken
| Japans voetbalelftal | Japans voetbalelftal | Japans voetbalelftal |
| Jaar                 | Wed.                 | Dlp.                 |
| -------------------- | -------------------- | -------------------- |
| 2000                 | 9                    | 2                    |
| 2001                 | 7                    | 0                    |
| 2002                 | 10                   | 1                    |
| Totaal               | 26                   | 3                    |